# Heritage Creek
Heritage Creek är en inkorporerad ort i Jefferson County i Kentucky. Vid 2020 års folkräkning hade Heritage Creek 1 209 invånare.